# Magnus Carlson & The Moon Ray Quintet (album)
Magnus Carlson & The Moon Ray Quintet är ett musikalbum från 2009.

## Låtlista
1. If You Live (Mose Allison) – 3'26
2. Sugar Man (Sixto Diaz Rodriguez) – 5'50
3. Comin' Home Baby (Ben Tucker/Bob Dorough) – 3'00
4. Willow Weep for Me (Ann Ronell) – 4'27
5. Sea Lion Woman (George Bass) – 2'51
6. Riders on the Storm (The Doors) – 5'58
7. My Baby Girl (John Martyn) – 3'12
8. Sally Go 'Round the Roses (Abner Spector) – 3'58
9. You Do Something (Paul Weller) – 3'19
10. Time of the Season (Rod Argent) – 3'26
11. Deep in a Dream (Eddie DeLange/Jimmy Van Heusen) – 2'52

## Medverkande
- Magnus Carlson – sång
- Goran Kajfes – trumpet, kornett, slagverk
- Per "Ruskträsk" Johansson – saxofoner, basklarinett, flöjt, slagverk
- Carl Bagge – piano, celesta, Fender Rhodes, hammondorgel
- Peter Forss – bas, orgel
- Lars Skoglund – trummor, slagverk

## Recensioner
- Svenska Dagbladet 2 september 2009
- Lira 24 oktober 2009

### Fotnoter
1. ↑  ”Svensk mediedatabas”. http://smdb.kb.se/catalog/id/002564344. Läst 16 oktober 2011.